# ぱみゅぱみゅレボリューション
『ぱみゅぱみゅレボリューション』は、きゃりーぱみゅぱみゅのスタジオ・アルバム。2012年5月23日にunBORDEから発売された。

## 制作
最初にどういうアルバムにするかという話はなく、「ドキドキワクワクの“きゃりーランド”みたいなアルバムになった」ときゃりーは語っている。
きゃりーは、今まで使ったことのない音を中田ヤスタカに入れてもらうために、サックスやアコーディオンなどを使うよう求めた。「音はカッコいいのに歌詞はちょっとふざけている」とも評している。

## 収録曲について
みんなのうた
ライブで観客と一緒に楽しめる曲があったら、というところからできた曲。
Drinker
きゃりーが19歳で飲酒できないため、酔っぱらった世界を知らないというところから中田が歌詞を作った曲。
おねだり44℃
きゃりーと中田が「どうしても学校行きたくないときに体温計をストーブで温めたら44度くらいになってテンパったことある」という会話をしたことがあり、きゃりーの知らない間に曲になっていたもので、「ズル休みあるあるな曲」ときゃりーは表現している。
スキすぎてキレそう
きゃりーと中田が出会って最初にレコーディングされた曲で、「とりあえず録ってみようか」という話で「PON PON PON」よりも先に録られた曲。
ぎりぎりセーフ
原宿が舞台になっていて、詞は原宿駅からきゃりーぱみゅぱみゅの所属事務所アソビシステムまでの道のりを表している。
おやすみ
テンポがゆったりしているワルツで、歌の音程や伸ばし方が複雑だったため、何度も録り直された。のちに、きゃりーのMVやライブの演出や美術を担当する増田セバスチャンが監督した2014年11月29日公開の人形アニメ映画『くるみ割り人形』の主題歌に選ばれ、その際新たに-extended mix-が制作された（音源未発売、再生時間は5分50秒）。選出の理由は、映画の大事な世界観である「少女性」を思い起こさせることだった。

## パッケージ
2012年5月23日に初回盤（WPZL-30376/7、CD+DVD）と通常盤（WPCL-11079、CD）の2形態でリリースされ、両形態に「購入者応募施策きゃりーのウェイウェイキャンペーン応募シリアルコード」が封入された。
初回盤は「豪華フォトブック仕様」で、初の海外公演の舞台となったロサンゼルスでのドキュメント写真を含めた64ページの写真集や、ミュージック・ビデオやライブ映像などを収録したDVDが付く。通常盤の初回プレス分にはステッカーが封入される。
約3か月後の2012年8月22日に通常盤の廉価版『ぱみゅぱみゅレボリューション（子供たちの味方プライス）』（WPCL-11234）が発売された。
台湾では、2013年3月15日に初回盤・通常盤が発売された。

## プロモーション
2012年5月23日、発売記念イベントがラフォーレミュージアム原宿で開催された。きゃりーのコスプレがドレスコードとなっており、『コスプレグランプリ』も行われた。

## チャート成績
2012年8月時点で、累計売上は20万枚を突破した。

## CDアートワーク・クレジット
ジャケットやブックレットのアイデアはきゃりー自身によるもの。
- STEVE NAKAMURA：アートディレクター、デザイナー
- 小西神士：ヘア・メイク
- 飯嶋久美子：スタイリスト
- 半沢健：フォトグラファー

## 収録曲
全作詞・作曲・編曲：中田ヤスタカ
初回限定盤、通常盤、子供たちの味方プライス共通
| #         | タイトル                         | 作詞  | 作曲・編曲 | 時間 |
| --------- | -------------------------------- | ----- | ---------- | ---- |
| 1.        | 「ぱみゅぱみゅレボリューション」 |       |            | 1:00 |
| 2.        | 「つけまつける」                 |       |            | 4:18 |
| 3.        | 「PONPONPON」                    |       |            | 4:06 |
| 4.        | 「みんなのうた」                 |       |            | 5:03 |
| 5.        | 「きゃりーANAN」                 |       |            | 3:15 |
| 6.        | 「CANDY CANDY」                  |       |            | 3:50 |
| 7.        | 「Drinker」                      |       |            | 4:17 |
| 8.        | 「おねだり44℃」                  |       |            | 3:39 |
| 9.        | 「スキすぎてキレそう」           |       |            | 5:19 |
| 10.       | 「ぎりぎりセーフ」               |       |            | 3:13 |
| 11.       | 「おやすみ」                     |       |            | 4:42 |
| 12.       | 「ちゃんちゃかちゃんちゃん」     |       |            | 4:46 |
| 合計時間: | 合計時間:                        | 47:28 |            |      |

### DVD
- MUSIC VIDEO「PONPONPON」「つけまつける」「CANDY CANDY」
- もしもしクアトロ LIVE (2012.2.25@Shibuya CLUB QUATTRO)、「PONPONPON」「きゃりーANAN」

## ぱみゅぱみゅレボリューションツアー
本作を引っさげ行われる初の全国ツアー『ぱみゅぱみゅレボリューションツアー』はチケットが即日完売し、7月1日・2日にSHIBUYA-AXでの追加公演が決定した。

### 日程
| 出典          |               |          |                          |
| 公演日        | 開場 / 開演   | 都道府県 | 会場                     |
| 2012年6月2日  | 17:30 / 18:30 | 大阪府   | なんば Hatch             |
| 2012年6月8日  | 18:00 / 19:00 | 広島県   | 広島 CLUB QUATTRO        |
| 2012年6月9日  | 17:30 / 18:30 | 愛知県   | 名古屋ダイアモンドホール |
| 2012年6月16日 | 18:00 / 18:30 | 宮城県   | 仙台MACANA               |
| 2012年6月17日 | 18:00 / 18:30 | 北海道   | 札幌 Sound Lab mole      |
| 2012年6月22日 | 17:00 / 18:00 | 福岡県   | 福岡 DRUM LOGOS          |
| 2012年6月29日 | 17:30 / 18:30 | 東京都   | 赤坂BLITZ                |
| 追加公演      |               |          |                          |
| 2012年7月1日  | 16:30 / 17:30 | 東京都   | SHIBUYA-AX               |
| 2012年7月2日  | 17:30 / 18:30 | 東京都   | SHIBUYA-AX               |